# جيرترود تامبل جوجريل
جيرترود تومبل-غوغريل (بالألمانية: Gertrude Tumpel-Gugerell) من مواليد 11 نوفمبر 1952 هي خبيرة اقتصادية نمساوية شغلت منصب عضو في المجلس التنفيذي للبنك المركزي الأوروبي من 2003 إلى 2011. عملت سابقًا كنائب حاكم البنك المركزي النمساوي من 1998 إلى 2003. كانت عضوًا في مجلس جامعة ليوبين ‏.